# Erbrechtshausen
Die Einöde Erbrechtshausen ist ein Ortsteil der Stadt Königsberg in Bayern und eine partielle Wüstung.

## Geschichte
Ursprünglich befand sich dort ein kleiner Ort mit Kapelle (St. Jakob), der bereits im 12. Jahrhundert urkundlich erwähnt wurde. Im Spätmittelalter wurde die Siedlung verlassen und zur Wüstung, lediglich ein landwirtschaftliches Gut (der sogenannte Schafhof) blieb bestehen. Neben dem Gut befindet sich der baumbewachsene Turmhügel der abgegangenen Turmhügelburg Kapellenberg.
Erbrechtshausen war Bestandteil des ernestinisch-sächsischen Amts Königsberg, der Schafhof gehörte dem Rat der Stadt und ist heute verpachtet.

## Umgebung

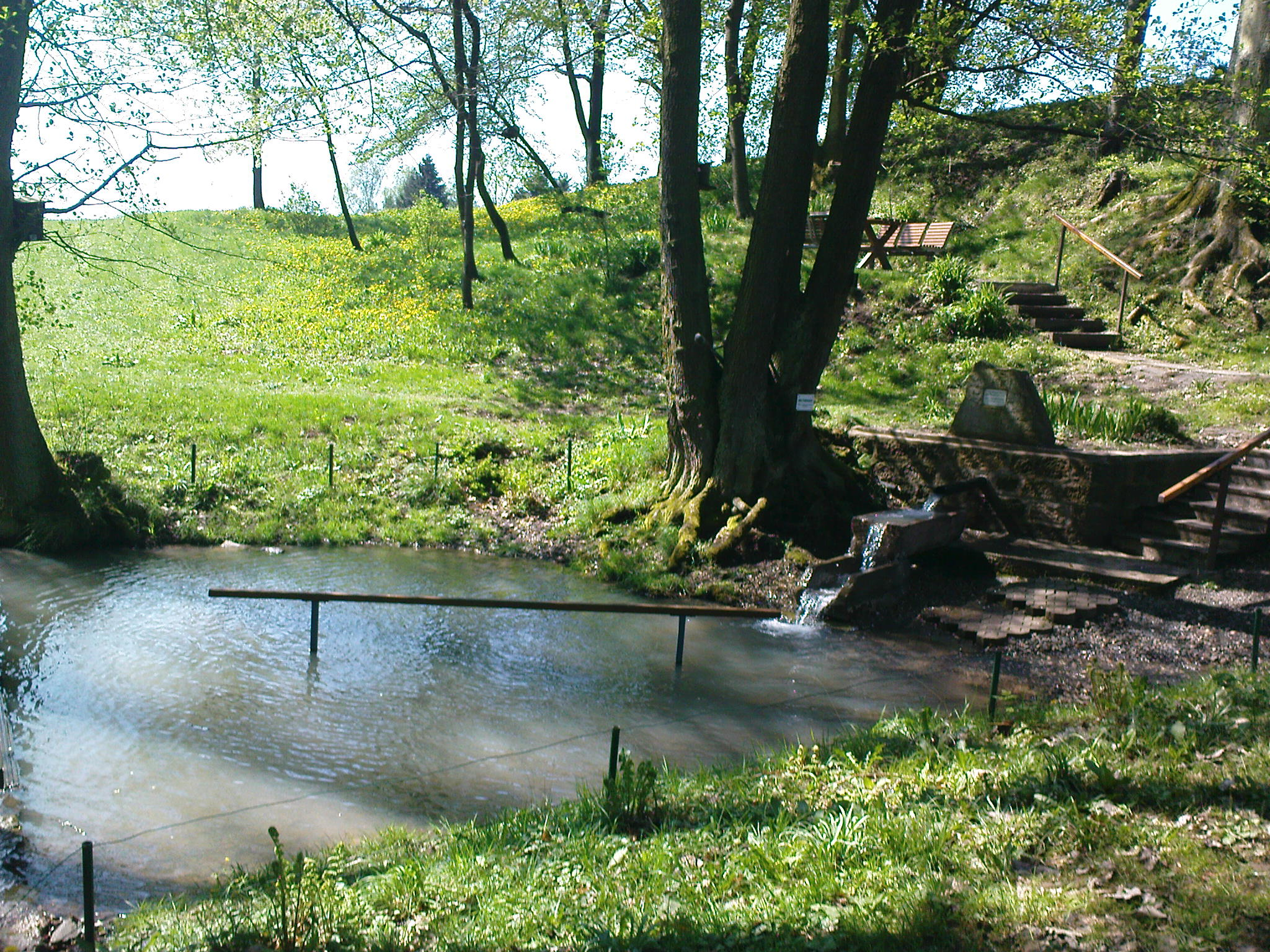
Queckbrünnlein

Neben dem Gut befindet sich der baumbewachsene Turmhügel Kapellenberg. In der Nähe von Erbrechtshausen befinden sich das Queckbrünnlein und der Erbrechtshäuser Ursee.
Ein Parkplatz oberhalb von Königsberg, auf der Straße in Richtung Hohnhausen ist ein Ausgangspunkt des "Natour" – Erlebnispfades Königsberg, der auch nach Erbrechtshausen und zum Erbrechtshäuser Ursee führt.